# Meczet Rüstema Paszy
Meczet Rüstema Paszy (tr. Rüstempaşa Camii) – meczet zbudowany w latach 1561–1562 przez architekta Sinana w dzielnicy Eminönü w Stambule w Turcji.
Wystawiono go dla wielkiego wezyra Rüstema Paszy, zięcia Sulejmana Wspaniałego (męża sułtanki Mihrmah). Sinan rozpoczął prace nad nową świątynią w cztery lata po ukończeniu budowy Meczetu Sulejmana. Meczet Rüstema Paszy zbudowany został na czworokątnym podium, górującym ponad znajdującym się obok bazarem egipskim. Kopuła wspiera się na łukach, łuki zaś, na filarach i kolumnach. Łuki dzielą wnętrze meczetu na trzy części, nawy boczne posiadają sklepienia łukowe. Wnętrze meczetu i część ścian zewnętrznych jest pokryta fajansem. Płytki wyprodukowano w İzniku, są bogato zdobione motywami roślinnymi i wzorami geometrycznymi. 
Dach był kilka razy naprawiany po trzęsieniach ziemi i nie jest już oryginalny. Meczet posiada jeden minaret. 